# L'ultima notte bianca
L'ultima notte bianca è un romanzo scritto da Alessandro Perissinotto nel 2007, è il secondo con protagonista la psicologa Anna Pavesi che si trova nuovamente ad indossare i panni di un'investigatrice.

## Trama
Anna viene pregata da un'amica ed ex collega del centro recupero di Torino di cercare la giovane collaboratrice Germana scomparsa da alcuni giorni.
Torino è la città dove Anna ha vissuto con l'ex marito e dalla quale è andata via per tentare di rifarsi una nuova vita; deciderà di affrontare l'indagine che si dimostrerà piena di testimoni reticenti, di esseri umani allo sbando ed insospettabili giustizieri confusi nel caotico finale delle Olimpiadi Invernali del 2006.

## Tecnica narrativa
La narrazione è in prima persona da parte di Anna.

## Edizioni
- Alessandro Perissinotto, L'ultima notte bianca, Biblioteca Universale Rizzoli, 2007,  pp. 221, ISBN 9788817022415.